# Copa Libertadores 1985
W dwudziestej szóstej edycji Copa Libertadores udział wzięło 21 klubów reprezentujących wszystkie kraje zrzeszone w CONMEBOL. Każde z 10 państw wystawiło po 2 kluby, nie licząc broniącego tytułu argentyńskiego klubu CA Independiente, który awansował do półfinału bez gry.
Independiente nie tylko nie zdołał obronić tytułu, ale nawet nie dotarł do finału, przegrywając w półfinale z krajowym rywalem – Argentinos Juniors. W finale Argentinos Juniors dopiero po trzech meczach i rzutach karnych pokonał rewelację turnieju – kolumbijski klub América Cali.
W pierwszym etapie 20 klubów podzielono na 5 grup po 4 drużyny. Z każdej grupy do następnej rundy awansował tylko zwycięzca. Jako szósty klub do półfinału awansował broniący tytułu Independiente.
W następnej, półfinałowej rundzie, 6 klubów podzielono na 2 grupy liczące po 3 drużyny. Do finału awansowali zwycięzcy obu grup.
Obok klubu América Cali znakomicie spisał się ekwadorski klub CD El Nacional, który fazę grupową przebrnął bez porażki, a w półfinale okazał się lepszy niż słynny urugwajski klub CA Peñarol. W grupie pierwszej fazy grupowej starły się ze sobą kluby dwóch największych potęg Ameryki Południowej – Argentyny i Brazylii. Zdecydowanie lepsze okazały się kluby argentyńskie. Bardzo słabo wypadły kluby z Peru, a Sport Boys Callao nie zdobył nawet jednego punktu.

## 1/4 finału

### Grupa 1Argentyna,Brazylia
| 25.07 Argentinos Juniors – Ferro Carril Oeste 0:1 - Esteban Fernando González                                                                     |
| 25.07 Fluminense Rio de Janeiro – CR Vasco da Gama 3:3 - Julio César Romero (2), Leomir – Roberto Dinamite, Nené (2)                              |
| 02.08 CR Vasco da Gama – Argentinos Juniors 1:2 - Maurizinho – Carlos Ereros, José Antonio Castro                                                 |
| 05.08 Fluminense Rio de Janeiro – Argentinos Juniors 0:1 - Miguel Lemme                                                                           |
| 06.08 Ferro Carril Oeste – CR Vasco da Gama 2:0 - Esteban Fernando González (2)                                                                   |
| 09.08 Argentinos Juniors – CR Vasco da Gama 2:2 - Claudio Daniel Borghi, Adrián Néstor Domenech – César Roberto Mendoza s, Silvinho               |
| 15.08 Ferro Carril Oeste – Argentinos Juniors 1:3 - Esteban Fernando González – José Carlos Fantaguzzi s, José Luis Pavoni, Claudio Daniel Borghi |
| 15.08 Fluminense Rio de Janeiro – CR Vasco da Gama 0:0                                                                                            |
| 20.08 Ferro Carril Oeste – Fluminense Rio de Janeiro 1:0 - Esteban Fernando González                                                              |
| 23.08 Argentinos Juniors – Fluminense Rio de Janeiro 1:0 - Mario Hernán Videla                                                                    |
| 27.08 Fluminense Rio de Janeiro – Ferro Carril Oeste 0:0                                                                                          |
| 30.08 CR Vasco da Gama – Ferro Carril Oeste 0:2 - Óscar Román Acosta, Esteban Fernando González                                                   |

- mecz o pierwsze miejsce z powodu równej liczby punktów i jednakowej różnicy bramkowej

| 11.09 Argentinos Juniors – Ferro Carril Oeste 3:1 - Claudio Daniel Borghi (2), Carlos Ereros – Oscar Alfredo Garré |

| Klub                      | Mecze | Zw | Rem | Por | Pkt | BrZd | BrStr |
| ------------------------- | ----- | -- | --- | --- | --- | ---- | ----- |
| Argentinos Juniors        | 6     | 4  | 1   | 1   | 9   | 9    | 5     |
| Ferro Carril Oeste        | 6     | 4  | 1   | 1   | 9   | 7    | 3     |
| Fluminense Rio de Janeiro | 6     | 0  | 3   | 3   | 3   | 3    | 6     |
| CR Vasco da Gama          | 6     | 0  | 3   | 3   | 3   | 6    | 11    |

### Grupa 2Boliwia,Wenezuela
| 10.03 Táchira San Cristóbal – Italia Caracas 0:0 |
| 12.03 Club Blooming – Oriente Petrolero 1:1 - Rolando Coimbra – Víctor Hugo Antelo                                                                                  |
| 17.03 Táchira San Cristóbal – Oriente Petrolero 1:1 - Carlos Fabián Maldonado – Víctor Hugo Antelo                                                                  |
| 17.03 Italia Caracas – Club Blooming 0:3 - Juan Carlos Sánchez, Silvio Edmundo Rojas, Ángel Guillermo Hoyos                                                         |
| 21.03 Táchira San Cristóbal – Club Blooming 0:1 - Juan Carlos Sánchez                                                                                               |
| 21.03 Italia Caracas – Oriente Petrolero 0:3 - O. García, Víctor Hugo Antelo,?                                                                                      |
| 24.03 Italia Caracas – Táchira San Cristóbal 1:3 - Ze Luis – William Méndez, Carlos Fabián Maldonado, Sergio Meckler                                                |
| 28.03 Oriente Petrolero – Club Blooming 0:1 - Silvio Edmundo Rojas                                                                                                  |
| 04.04 Oriente Petrolero – Italia Caracas 3:1 - Víctor Hugo Antelo, Wilson Avila (2) – Carlos Alberto                                                                |
| 07.04 Club Blooming – Italia Caracas 8:0 - Juan Carlos Sánchez (6), David Augusto Paniagua (2)                                                                      |
| 11.04 Oriente Petrolero – Táchira San Cristóbal 3:2 - García (3) – Montro, William Méndez                                                                           |
| 14.04 Club Blooming – Táchira San Cristóbal 6:3 - Juan Carlos Sánchez (3), Silvio Edmundo Rojas (2), David Augusto Paniagua – Nieto, William Méndez, Sergio Meckler |

| Klub                  | Mecze | Zw | Rem | Por | Pkt | BrZd | BrStr |
| --------------------- | ----- | -- | --- | --- | --- | ---- | ----- |
| Club Blooming         | 6     | 5  | 1   | 0   | 11  | 20   | 4     |
| Oriente Petrolero     | 6     | 3  | 2   | 1   | 8   | 11   | 6     |
| Táchira San Cristóbal | 6     | 1  | 2   | 3   | 4   | 9    | 12    |
| Italia Caracas        | 6     | 0  | 1   | 5   | 1   | 2    | 20    |

### Grupa 3Kolumbia,Paragwaj
| 03.03 Club Guaraní – Cerro Porteño 0:0 |
| 06.03 América Cali – Millonarios FC 0:0 |
| 12.03 Club Guaraní – Millonarios FC 2:0 - Rolando Marciano Chilavert, Buenaventura Ferreira                                                                      |
| 14.03 Cerro Porteño – Millonarios FC 0:0 |
| 19.03 Cerro Porteño – América Cali 0:0 |
| 21.03 Club Guaraní – América Cali 1:1 - Isidro Sandoval – Hernán Darío Herrera                                                                                   |
| 27.03 Millonarios FC – América Cali 0:0 |
| 27.03 Cerro Porteño – Club Guaraní 3:1 - J. Villalba, Alfredo Damián Mendoza Sulewski, Mercado – Eulalio Mora                                                    |
| 31.03 América Cali – Cerro Porteño 2:0 - Luis Eduardo Reyes, Willington Ortiz                                                                                    |
| 31.03 Millonarios FC – Club Guaraní 5:1 - Norberto José Peluffo, Arnoldo Alberto Iguarán, Luis Norberto Gil, Juan Gilberto Funes, Rincón – Buenaventura Ferreira |
| 03.04 América Cali – Club Guaraní 2:1 - Luis Eduardo Reyes, Willington Ortiz – Óscar Jiménez                                                                     |
| 03.04 Millonarios FC – Cerro Porteño 0:2 - Nunes, Raschle |

| Klub           | Mecze | Zw | Rem | Por | Pkt | BrZd | BrStr |
| -------------- | ----- | -- | --- | --- | --- | ---- | ----- |
| América Cali   | 6     | 2  | 4   | 0   | 8   | 5    | 2     |
| Cerro Porteño  | 6     | 2  | 3   | 1   | 7   | 5    | 3     |
| Millonarios FC | 6     | 1  | 3   | 2   | 5   | 5    | 5     |
| Club Guaraní   | 6     | 1  | 2   | 3   | 4   | 6    | 11    |

### Grupa 4Chile,Urugwaj
| 23.04 CA Peñarol – CA Bella Vista 1:0 - Hebert Carlos Revétria                                                         |
| 24.04 CSD Colo-Colo – Deportes Magallanes 2:0 - Juan Rojas, Alejandro Hisis                                            |
| 30.04 CSD Colo-Colo – CA Bella Vista 2:0 - Juan Gutiérrez, Víctor „Pititore” Cabrera                                   |
| 30.04 Deportes Magallanes – CA Peñarol 1:1 - Rodrigo Santander – Víctor Hurtado                                        |
| 03.05 Deportes Magallanes – CA Bella Vista 2:1 - Ricardo Roberto Toro, Rodrigo Santander – Adolfo Barán                |
| 03.05 CSD Colo-Colo – CA Peñarol 1:2 - Horacio Simaldone – Hebert Carlos Revétria (2)                                  |
| 15.05 CA Bella Vista – CA Peñarol 0:2 - Marcelo Rotti, José Luis Zalazar                                               |
| 18.05 Deportes Magallanes – CSD Colo-Colo 1:3 - Pereira – Alejandro Hisis, Horacio Simaldone, Carlos Humberto Caszely  |
| 21.05 CA Bella Vista – Deportes Magallanes 0:1 - Luis Pérez                                                            |
| 24.05 CA Peñarol – Deportes Magallanes 1:0 - José Luis Zalazar                                                         |
| 28.05 CA Bella Vista – CSD Colo-Colo 2:1 - William Castro, Carlos Larrañaga – ?                                        |
| 31.05 CA Peñarol – CSD Colo-Colo 3:1 - Hebert Carlos Revétria, Ricardo Viera, Daniel Vidal – Víctor „Pititore” Cabrera |

| Klub                | Mecze | Zw | Rem | Por | Pkt | BrZd | BrStr |
| ------------------- | ----- | -- | --- | --- | --- | ---- | ----- |
| CA Peñarol          | 6     | 5  | 1   | 0   | 11  | 10   | 3     |
| CSD Colo-Colo       | 6     | 3  | 0   | 3   | 6   | 10   | 8     |
| Deportes Magallanes | 6     | 2  | 1   | 3   | 5   | 5    | 8     |
| CA Bella Vista      | 6     | 1  | 0   | 5   | 2   | 3    | 9     |

### Grupa 5Ekwador,Peru
| 15.05 Sport Boys Callao – Universitario de Deportes 0:2 - Claudio Pedraglio, Eduardo Rey Muñoz                                  |
| 23.06 CD El Nacional – AD 9 de Octubre 3:1 - José Villafuerte (3) – Pedro Mauricio Muñoz                                        |
| 07.07 AD 9 de Octubre – Universitario de Deportes 1:0 - Freddy Ternero s                                                        |
| 07.07 CD El Nacional – Sport Boys Callao 2:0 - José Villafuerte, Geovanny Mera                                                  |
| 13.07 AD 9 de Octubre – Sport Boys Callao 4:0 - Pedro Mauricio Muñoz, Ney Raúl Avilés (2), Osni de Oliveira                     |
| 14.07 CD El Nacional – Universitario de Deportes 4:1 - Geovanny Mera (3), José Villafuerte – Miguel Seminario                   |
| 19.07 AD 9 de Octubre – CD El Nacional 0:1 - Geovanny Mera                                                                      |
| 19.07 Universitario de Deportes – Sport Boys Callao 4:0 - Eduardo Rey Muñoz, Juan Carlos Oblitas, Jaime Drago, Miguel Seminario |
| 31.07 Sport Boys Callao – CD El Nacional 1:2 - Zuluaga – Hermen de Jesús Benítez (2)                                            |
| 02.08 Universitario de Deportes – CD El Nacional 1:1 - Samuel Eugenio – Hermen de Jesús Benítez                                 |
| 06.08 Universitario de Deportes – AD 9 de Octubre – mecz nie został rozegrany                                                   |
| 10.08 Sport Boys Callao – AD 9 de Octubre – mecz nie został rozegrany                                                           |

| Klub                      | Mecze | Zw | Rem | Por | Pkt | BrZd | BrStr |
| ------------------------- | ----- | -- | --- | --- | --- | ---- | ----- |
| CD El Nacional            | 6     | 5  | 1   | 0   | 11  | 13   | 4     |
| Universitario de Deportes | 5     | 2  | 1   | 2   | 5   | 8    | 6     |
| AD 9 de Octubre           | 4     | 2  | 0   | 2   | 4   | 6    | 4     |
| Sport Boys Callao         | 5     | 0  | 0   | 5   | 0   | 1    | 14    |

### Obrońca tytułu
| CA Independiente jako obrońca tytułu awansował do 1/2 finału bez gry |

## 1/2 finału

### Grupa 1
| 16.09 Argentinos Juniors – CA Independiente 2:2 - Claudio Daniel Borghi, Emilio Nicolás Commisso – Alejandro Barberón, Néstor Clausen |
| 19.09 Club Blooming – Argentinos Juniors 1:1 - Berthy Vaca – Claudio Daniel Borghi                                                    |
| 26.09 Club Blooming – CA Independiente 1:1 - David Augusto Paniagua – Claudio Marangoni                                               |
| 01.10 Argentinos Juniors – Club Blooming 1:0 - Mario Hernán Videla                                                                    |
| 05.10 CA Independiente – Club Blooming 2:0 - Ricardo Omar Giusti, José Alberto Percudani                                              |
| 10.10 CA Independiente – Argentinos Juniors 1:2 - José Alberto Percudani – Mario Hernán Videla, José Antonio Castro                   |

| Klub               | Mecze | Zw | Rem | Por | Pkt | BrZd | BrStr |
| ------------------ | ----- | -- | --- | --- | --- | ---- | ----- |
| Argentinos Juniors | 4     | 2  | 2   | 0   | 6   | 6    | 4     |
| CA Independiente   | 4     | 1  | 2   | 1   | 4   | 6    | 5     |
| Club Blooming      | 4     | 0  | 2   | 2   | 2   | 2    | 5     |

### Grupa 2
| 19.09 CA Peñarol – América Cali 1:1 - Ricardo Viera – Juan Manuel Battaglia                              |
| 22.09 CD El Nacional – América Cali 2:0 - Geovanny Mera (2)                                              |
| 25.09 CA Peñarol – CD El Nacional 2:0 - José Herrera, Wilson Antonio Armas s                             |
| 29.09 América Cali – CA Peñarol 4:0 - Ricardo Alberto Gareca, Roberto Cabañas (2), Juan Manuel Battaglia |
| 02.10 CD El Nacional – CA Peñarol 2:0 - Geovanny Mera, José Villafuerte                                  |
| 06.10 América Cali – CD El Nacional 5:0 - Ricardo Alberto Gareca (3), Roberto Cabañas, Willington Ortiz  |

| Klub           | Mecze | Zw | Rem | Por | Pkt | BrZd | BrStr |
| -------------- | ----- | -- | --- | --- | --- | ---- | ----- |
| América Cali   | 4     | 2  | 1   | 1   | 5   | 10   | 3     |
| CD El Nacional | 4     | 2  | 0   | 2   | 4   | 4    | 7     |
| CA Peñarol     | 4     | 1  | 1   | 2   | 3   | 3    | 7     |

## FINAŁ
| Argentinos Juniors – América Cali 1:0 i 0:1, dod. 1:1, karne 5:4 |
| 17 października 1985 Buenos Aires Estadio Monumental (?) Argentinos Juniors – América Cali 1:0 (1:0) Sędzia: Juan Francisco Escobar (Paragwaj) Bramki: 1:0 Emilio Nicolás Commisso 40 Asociación Atlética Argentinos Juniors: Enrique Bernardo Vidallé – Carmelo Daniel Villalba, José Luis Pavoni, Jorge Mario Olguín, Adrián Néstor Domenech, Renato Corsi, Sergio Daniel Batista, Emilio Nicolás Commisso, José Antonio Castro, Claudio Daniel Borghi, Carlos Ereros (Jorge Carlos Pellegrini). Corporación Deportiva América de Cali: Julio César Falcioni – Jorge Armando Porras (Gabriel Chaparro), Gonzalo Soto, Henry Viáfara, Hugo Valencia, Sabino Gerardo González Aquino, Roberto Cabañas, Juan Penagós (Alexander Escobar), Anthony William De Ávila, Ricardo Alberto Gareca, Willington Ortiz. |
| 22 października 1985 Cali Estadio Pascual Guerrero (35 350) América Cali – Argentinos Juniors 1:0 (1:0) Sędzia: Luiz Carlos Félix (Brazylia) Bramki: 1:0 Willington Ortiz 4 Corporación Deportiva América de Cali: Julio César Falcioni – Hugo Valencia, Gonzalo Soto, Henry Viáfara, Gabriel Chaparro, Sabino Gerardo González Aquino, Pedro Sarmiento, Roberto Cabañas, Juan Manuel Battaglia (Hernán Darío Herrera), Ricardo Alberto Gareca, Willington Ortiz (Anthony William De Ávila). Asociación Atlética Argentinos Juniors: Enrique Bernardo Vidallé – Carmelo Daniel Villalba, José Luis Pavoni, Jorge Mario Olguín, Adrián Néstor Domenech, Mario Hernán Videla, Sergio Daniel Batista, Emilio Nicolás Commisso, José Antonio Castro (Juan José López), Claudio Daniel Borghi, Carlos Ereros (Armando Javier Dely Valdés). |
| 24 października 1985 Asunción Estadio Defensores del Chaco (17 200) Argentinos Juniors – América Cali 1:1 (1:0), karne 5:4 Sędzia: Hernán Silva (Chile) Bramki: 1:0 Emilio Nicolás Commisso 38, 1:1 Ricardo Alberto Gareca 87 Karne: Jorge Mario Olguín (+), Sergio Daniel Batista (+), José Luis Pavoni (+), Claudio Daniel Borghi (+), Mario Hernán Videla (+) / Ricardo Alberto Gareca (+), Roberto Cabañas (+), Hernán Darío Herrera (+), Gonzalo Soto (+), Anthony William De Ávila (-) Asociación Atlética Argentinos Juniors: Enrique Bernardo Vidallé – Carmelo Daniel Villalba (Carlos Mayor), José Luis Pavoni, Jorge Carlos Pellegrini (Miguel Lemme), Adrián Néstor Domenech, Jorge Mario Olguín, Sergio Daniel Batista, Emilio Nicolás Commisso, Mario Hernán Videla, Claudio Daniel Borghi, Renato Corsi Corporación Deportiva América de Cali: Julio César Falcioni – Hugo Valencia, Gonzalo Soto, Henry Viáfara, Gabriel Chaparro, Sabino Gerardo González Aquino, Pedro Sarmiento, Roberto Cabañas, Juan Manuel Battaglia (Hernán Darío Herrera), Ricardo Alberto Gareca, Willington Ortiz (Anthony William De Ávila). |

## Klasyfikacja
Poniższa tabela ma charakter statystyczny. O kolejności decyduje na pierwszym miejscu osiągnięty etap rozgrywek, a dopiero potem dorobek bramkowo-punktowy. W przypadku klubów, które odpadły w rozgrywkach grupowych o kolejności decyduje najpierw miejsce w tabeli grupy, a dopiero potem liczba zdobytych punktów i bilans bramkowy.
| Poz                                                                     | Klub                      | Mecze | Zw | Rem | Por | Pkt | BrZd | BrStr |
| ----------------------------------------------------------------------- | ------------------------- | ----- | -- | --- | --- | --- | ---- | ----- |
| 1                                                                       | Argentinos Juniors        | 14    | 8  | 4   | 2   | 20  | 20   | 12    |
| 2                                                                       | América Cali              | 13    | 5  | 6   | 2   | 16  | 17   | 7     |
| 3                                                                       | CD El Nacional            | 10    | 7  | 1   | 2   | 15  | 17   | 11    |
| 4                                                                       | CA Independiente          | 4     | 1  | 2   | 1   | 4   | 6    | 5     |
| 5                                                                       | CA Peñarol                | 10    | 6  | 2   | 2   | 14  | 13   | 10    |
| 6                                                                       | Club Blooming             | 10    | 5  | 3   | 2   | 13  | 22   | 9     |
| 7                                                                       | Ferro Carril Oeste        | 7     | 4  | 1   | 2   | 9   | 8    | 6     |
| 8                                                                       | Oriente Petrolero         | 6     | 3  | 2   | 1   | 8   | 11   | 6     |
| 9                                                                       | Cerro Porteño             | 6     | 2  | 3   | 1   | 7   | 5    | 3     |
| 10                                                                      | CSD Colo-Colo             | 6     | 3  | 0   | 3   | 6   | 10   | 8     |
| 11                                                                      | Universitario de Deportes | 5     | 2  | 1   | 2   | 5   | 8    | 6     |
| 12                                                                      | Millonarios FC            | 6     | 1  | 3   | 2   | 5   | 5    | 5     |
| 13                                                                      | Deportes Magallanes       | 6     | 2  | 1   | 3   | 5   | 5    | 8     |
| 14                                                                      | AD 9 de Octubre           | 4     | 2  | 0   | 2   | 4   | 6    | 4     |
| 15                                                                      | Táchira San Cristóbal     | 6     | 1  | 2   | 3   | 4   | 9    | 12    |
| 16                                                                      | Fluminense Rio de Janeiro | 6     | 0  | 3   | 3   | 3   | 3    | 6     |
| 17                                                                      | Club Guaraní              | 6     | 1  | 2   | 3   | 4   | 6    | 11    |
| 18                                                                      | CR Vasco da Gama          | 6     | 0  | 3   | 3   | 3   | 6    | 11    |
| 19                                                                      | CA Bella Vista            | 6     | 1  | 0   | 5   | 2   | 3    | 9     |
| 20                                                                      | Italia Caracas            | 6     | 0  | 1   | 5   | 1   | 2    | 20    |
| 21                                                                      | Sport Boys Callao         | 5     | 0  | 0   | 5   | 0   | 1    | 14    |
| Podsumowanie: 74 mecze, w tym 20 remisów, 183 bramki – 2.47 bramek/mecz |                           |       |    |     |     |     |      |       |